# 27e cérémonie des Oscars

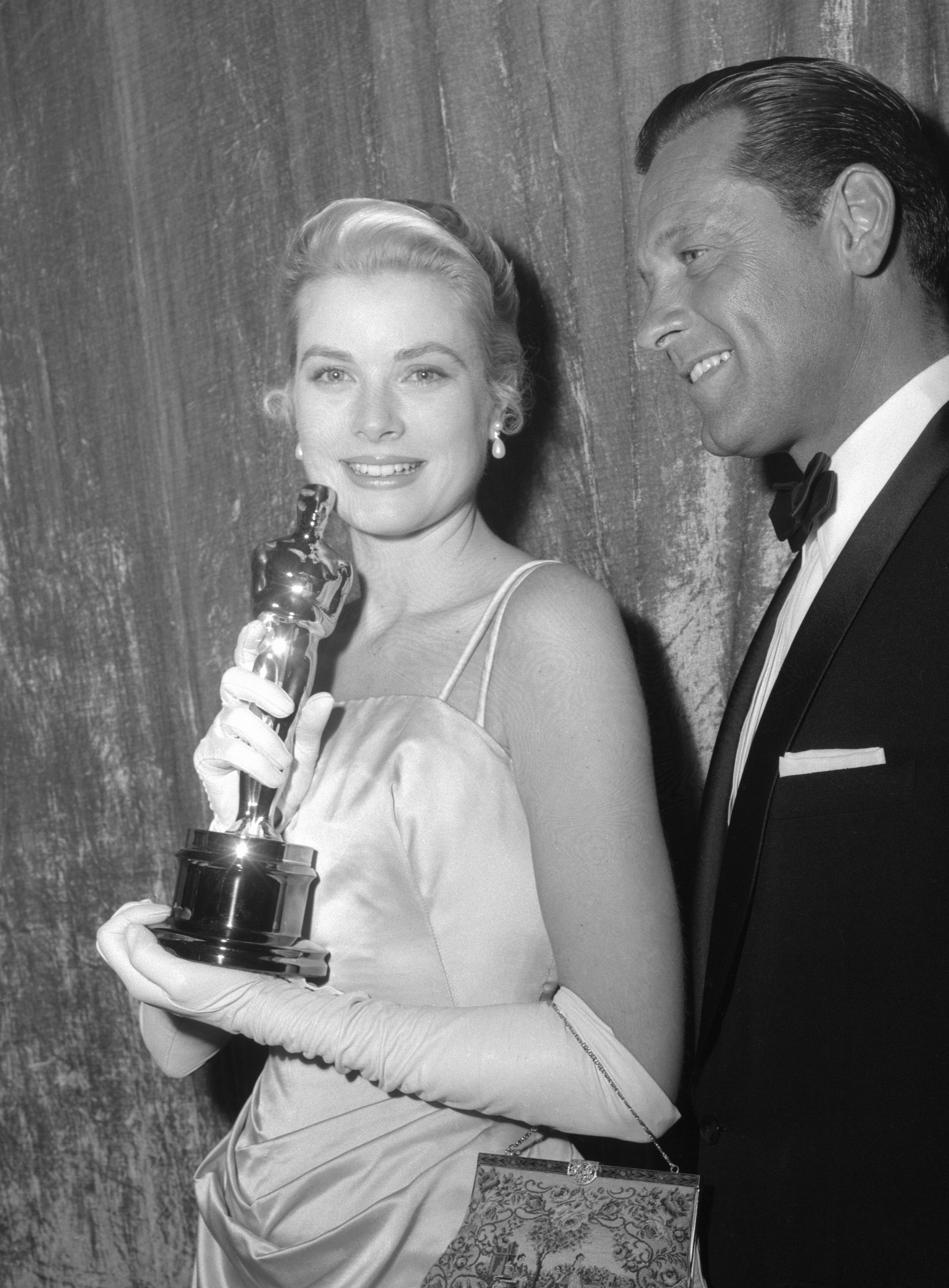
Grace Kelly et William Holden lors de la cérémonie des Oscars 1955.

La 27e cérémonie des Oscars du cinéma eut lieu le mercredi 30 mars 1955 à 19h30, conjointement au Pantages Theatre à Los Angeles et au NBC Century Theatre à New York.

## La cérémonie
- Maître de cérémonie : Bob Hope
- Producteur et metteur en scène : Jean Negulesco
- Directeur musical : David Rose
- Dialoguistes : Richard L. Breen, Melville Shavelson et Jack Rose

### Retransmission télévisée
La cérémonie fut retransmise sur la NBC, avec une cérémonie au NBC Century Theatre à New York City.
- Réalisateur : William A. Bennington et Gray Lockwood
- Maître de cérémonie : Thelma Ritter
- Présentateur télévisé : Conrad Nagel

## Palmarès et nominations
Les gagnants sont indiqués ci-dessous en premier de chaque catégorie et en caractères gras.

### Meilleur film
- Sur les quais (On the Waterfront) - Sam Spiegel pour Columbia Pictures
  - Ouragan sur le Caine (The Caine Mutiny) - Stanley Kramer pour Columbia Pictures
  - Une fille de la province (The Country Girl) - William Perlberg pour Paramount Pictures
  - Les Sept Femmes de Barbe-Rousse (Seven Brides for Seven Brothers) - Jack Cummings pour Metro-Goldwyn-Mayer
  - La Fontaine des amours (Three Coins in the Fountain) - Sol C. Siegel pour 20th Century Fox

### Meilleur réalisateur
- Elia Kazan pour Sur les quais
  - Alfred Hitchcock pour Fenêtre sur cour (Rear Window)
  - George Seaton pour Une fille de la province
  - William Wellman pour Écrit dans le ciel (The High and the Mighty)
  - Billy Wilder pour Sabrina

### Meilleur acteur
- Marlon Brando dans Sur les quais
  - Humphrey Bogart dans Ouragan sur le Caine
  - Bing Crosby dans Une fille de la province
  - James Mason dans Une étoile est née (A Star is Born) de George Cukor
  - Dan O'Herlihy dans Les Aventures de Robinson Crusoé (Adventures of Robinson Crusoe) de Luis Bunuel

### Meilleure actrice
- Grace Kelly dans Une fille de la province
  - Dorothy Dandridge dans Carmen Jones d'Otto Preminger
  - Judy Garland dans Une étoile est née
  - Audrey Hepburn dans Sabrina
  - Jane Wyman dans Le Secret magnifique (The Magnificent Obsession) de Douglas Sirk

### Meilleur acteur dans un second rôle
- Edmond O'Brien dans La Comtesse aux pieds nus (The Barefoot Contessa) de Joseph L. Mankiewicz
  - Lee J. Cobb dans Sur les quais
  - Karl Malden dans Sur les quais
  - Rod Steiger dans Sur les quais
  - Tom Tully dans Ouragan sur le Caine

### Meilleure actrice dans un second rôle
- Eva Marie Saint dans Sur les quais
  - Nina Foch dans La Tour des ambitieux (Executive Suite) de Robert Wise
  - Katy Jurado dans La Lance brisée (The Broken Lance) d'Edward Dmytryk
  - Jan Sterling dans Écrit dans le ciel
  - Claire Trevor dans Écrit dans le ciel

### Meilleur scénario
- Budd Schulberg pour Sur les quais
  - Joseph L. Mankiewicz pour La Comtesse aux pieds nus
  - William Rose pour Geneviève d'Henry Cornelius (G.-B.)
  - Valentine Davies et Oscar Brodney pour Romance inachevée (The Glenn Miller Story) d'Anthony Mann
  - Norman Panama et Melvin Frank pour Un grain de folie (Knock on Wood) de Melvin Frank et Norman Panama

### Meilleure histoire originale
- Philip Yordan pour La Lance brisée
  - Ettore Margadonna pour Pain, Amour et Fantaisie (Pane, Amore e fantasia) de Luigi Comencini (Italie)
  - François Boyer pour Jeux interdits de René Clément (France)
  - Jed Harris & Tom Reed pour Les Gens de la nuit (Night People) de Nunnally Johnson
  - Lamar Trotti pour La Joyeuse Parade (There's No Business Like Show Business) de Walter Lang

### Meilleur scénario adapté
- George Seaton pour Une fille de la province
  - Stanley Roberts pour Ouragan sur le Caine
  - John Michael Hayes pour Fenêtre sur cour
  - Samuel Taylor & Ernest Lehman pour Sabrina
  - Albert Hackett, Frances Goodrich & Dorothy Kingsley pour Les Sept Femmes de Barbe-Rousse

### Meilleure photographie

#### En noir et blanc
- Boris Kaufman pour Sur les quais
  - John F. Warren pour Une fille de la province
  - George J. Folsey pour La Tour des ambitieux
  - John F. Seitz pour Sur la trace du crime (Rogue Cop) de Roy Rowland
  - Charles Lang pour Sabrina

#### En couleur
- Milton R. Krasner pour La Fontaine des amours
  - Leon Shamroy pour L'Égyptien (The Egyptian) de Michael Curtiz
  - Robert Burks pour Fenêtre sur cour
  - George J. Folsey pour Les Sept Femmes de Barbe-Rousse
  - William V. Skall pour Le Calice d'argent (The Silver Chalice) de Victor Saville

### Meilleure direction artistique

#### En noir et blanc
- Richard Day pour Sur les quais
  - Hal Pereira, Roland Anderson (en), Sam Comer et Grace Gregory (en) pour Une fille de la province
  - Cedric Gibbons, Edward C. Carfagno, Edwin B. Willis et Emile Kuri pour La Tour des ambitieux
  - Max Ophüls pour Le Plaisir (France) de Max Ophüls
  - Hal Pereira, Walter H. Tyler, Sam Comer et Ray Moyer pour Sabrina

#### En couleur
- John Meehan et Emile Kuri pour Vingt mille lieues sous les mers (20,000 Leagues under the Sea) de Richard Fleischer
  - Cedric Gibbons, E. Preston Ames, Edwin B. Willis et F. Keogh Gleason pour Brigadoon de Vincente Minnelli
  - Lyle R. Wheeler, Leland Fuller (en), Walter M. Scott et Paul S. Fox pour Désirée de Henry Koster
  - Hal Pereira, Roland Anderson, Sam Comer et Ray Moyer pour Jarretières rouges (Red Garters) de George Marshall
  - Malcolm C. Bert (en), Gene Allen, Irene Sharaff et George James Hopkins pour Une étoile est née

### Meilleurs costumes

#### En noir et blanc
- Edith Head pour Sabrina
  - Helen Rose pour La Tour des ambitieux
  - Jean Louis pour Une femme qui s'affiche (It Should Happen to You) de George Cukor
  - Georges Annenkov et Rosine Delamare pour Madame de... de Max Ophüls (France)
  - Christian Dior pour Station Terminus (Stazione Termini) de Vittorio De Sica (Italie)

#### En couleur
- Sanzo Wada pour La Porte de l'enfer (Jigokumon) de Teinosuke Kinugasa (Japon)
  - Irene Sharaff pour Brigadoon
  - Charles Le Maire et René Hubert pour Désirée
  - Jean Louis, Mary Ann Nyberg et Irene Sharaff pour Une étoile est née
  - Charles Le Maire, Travilla et Miles White (en) pour La Joyeuse Parade

### Meilleur son
- Leslie I. Carey pour Romance inachevée
  - Wesley C. Miller (en) (MGM) pour Brigadoon
  - John P. Livadary (Columbia Sound Department) pour Ouragan sur le Caine
  - Loren L. Ryder (Paramount Pictures) pour Fenêtre sur cour
  - John Aalberg (en) (RKO Radio) pour Suzanne découche (Susan Slept Here) de Frank Tashlin

### Meilleure musique originale

#### Pour un film de fiction
- Dimitri Tiomkin pour Écrit dans le ciel
  - Max Steiner pour Ouragan sur le Caine
  - Larry Adler pour Geneviève
  - Leonard Bernstein pour Sur les quais
  - Franz Waxman pour Le Calice d'argent

#### Pour une comédie musicale
- Adolph Deutsch et Saul Chaplin pour Les Sept Femmes de Barbe-Rousse
  - Herschel Burke Gilbert pour Carmen Jones
  - Joseph Gershenson et Henry Mancini pour Romance inachevée
  - Ray Heindorf pour Une étoile est née
  - Alfred Newman et Lionel Newman pour La Joyeuse Parade

### Meilleure chanson
- Jule Styne et Sammy Cahn pour "Three Coins in the Fountain" dans La Fontaine des amours
  - Dimitri Tiomkin (musique) et Ned Washington (paroles) pour "The High and the Mighty" dans Écrit dans le ciel
  - Harold Arlen (musique) et Ira Gershwin (paroles) pour "The Man that Got Away" dans Une étoile est née
  - Jack Lawrence et Richard Myers pour "Hold My Hand" dans Suzanne découche
  - Irving Berlin pour "Count Your Blessings Instead of Sheep" dans Noël blanc (White Christmas) de Michael Curtiz

### Meilleur montage
- Gene Milford pour Sur les quais
  - Elmo Williams pour Vingt mille lieues sous les mers
  - William A. Lyon et Henry Batista pour Ouragan sur le Caine
  - Ralph Dawson pour Écrit dans le ciel
  - Ralph E. Winters pour Les Sept Femmes de Barbe-Rousse

### Meilleurs effets visuels
- Les studios Walt Disney pour Vingt mille lieues sous les mers
  - La 20th Century Fox pour Le Démon des eaux troubles (Hell and High Water) de Samuel Fuller
  - La Warner Bros pour Des monstres attaquent la ville (Them!) de Gordon Douglas

### Meilleur long métrage documentaire
- La Grande Prairie (The Vanishing Prairie) de James Algar
  - The Stratford Adventure de Guy Glover (en)

### Meilleur court métrage

#### Prises de vues réelles une bobine
- This Mechanical Age produit par Robert Youngson
  - The First Piano Quartette produit par Otto Lang
  - Strauss Fantasy produit par Johnny Green

#### Prises de vues réelles deux bobines
- A Time Out of War produit par Denis Sanders et Terry Sanders (en)
  - Beauty and the Bull produit par Cedric Francis
  - Jet Carrier produit par Otto Lang
  - Siam produit par Walt Disney

#### Documentaire
- Thursday's Children produit par Morse Films (G.-B.)
  - Jet Carrier produit par Otto Lang
  - Rembrandt: A Self-Portrait produit par Morrie Roizman

#### Animation
- When Magoo flew produit par Stephen Bosustow (en)
  - Crazy Mixed Up Pup produit par Walter Lantz
  - Pigs Is Pigs produit par Walt Disney
  - Sandy Claws produit par Edward Selzer
  - Touché, Pussy Cat ! produit par Fred Quimby

## Oscars spéciaux

### Oscars d'honneurs
- La Porte de l'enfer (地獄門) de Teinosuke Kinugasa •  Japon : meilleur film étranger projeté aux États-Unis en 1954
- Greta Garbo pour l'ensemble de son inoubliable carrière
- Danny Kaye pour son talent unique et ses services rendues à l'Académie, à l'industrie du film et au peuple américain
- Bausch & Lomb Optical Co. pour leur contribution au développement de l'industrie du film
- Kemp Niver pour l'invention du Renovare Process destiné à l'entretien des pellicules
- Jon Whiteley et Vincent Winter (en) pour leurs performances de jeunes comédiens dans Les Kidnappers (en) (The Kidnappers) de Philip Leacock (G.-B.).

### Oscar du mérite
- Loren L. Ryder et John R. Bishop, membres du comité technique de la Paramount, pour leur avancées techniques dans le domaine de la projection des films

### Oscar de l'avancée technique
- Karl Freund et Frank Crandell (Photo Research Corp.)
- David S. Horsley (Universal-International Studio Special Photographic Dept.)
- Fred Knoth et Orien Ernest (Universal-International Studio Technical Department)
- John P. Livadary et Lloyd Russell (Columbia SSD)
- Roland Miller et Max Goeppinger (Magnascope Corp.)
- Wesley C. Miller, J.W. Stafford, K.M. Frierson, Carlos Rivas et G.M. Sprague(M-G-M SSD)
- Fred Wilson (Samuel Goldwyn Studio Sound Department)
- P.C. Young (M-G-M Studio Projection Department)

## Longs métrages de fiction par Oscars

### Huit Oscars
- Sur les quais

### Deux Oscars
- Une fille de la province
- La Fontaine des amours
- Vingt mille lieues sous les mers

### Un Oscar
- La Comtesse aux pieds nus
- La Lance brisée
- Romance inachevée
- Sabrina
- La Porte de l'enfer
- Écrit dans le ciel
- Les Sept Femmes de Barbe-Rousse

## Longs métrages de fiction par nominations

### Douze nominations
- Sur les quais

### Sept nominations
- Ouragan sur le Caine
- Une fille de la province

### Six nominations
- Écrit dans le ciel
- Sabrina
- Une étoile est née

### Cinq nominations
- Les Sept Femmes de Barbe-Rousse

### Quatre nominations
- Fenêtre sur cour

### Trois nominations
- La Fontaine des amours
- La Tour des ambitieux'
- Romance inachevée
- La Joyeuse Parade
- Vingt mille lieues sous les mers
- Brigadoon

### Deux nominations
- Carmen Jones
- La Comtesse aux pieds nus
- La Lance brisée
- Désirée
- Geneviève
- Suzanne découche
- Le Calice d'argent

### Une nomination
- Le Secret magnifique
- Un grain de folie
- Pain, Amour et Fantaisie
- Les Aventures de Robinson Crusoé
- Jeux interdits
- Les Gens de la nuit
- L'Égyptien
- Le Plaisir
- Jarretières rouges
- Une femme qui s'affiche
- Madame de…
- Station Terminus
- Sur la trace du crime
- La Porte de l'enfer
- Noël blanc'
- Le Démon des eaux troubles
- Des monstres attaquent la ville